# Bjørn Eidsvåg
Bjørn Eidsvåg (født 1954 i Sauda, Norge) er en norsk musiker. Han er uddannet cand.theol., men har siden 1971 optrådt med sine sange på norsk, og hans plader havde i 2004 nået et samlet salgstal på 1,1 mio. eksemplarer. Eidsvåg brød for alvor igennem som kunster i Danmark, da han lavede en nyindspilning af sin sang "Skyfri Himmel" i duet med den danske sangerinde Karen Busck.